# Masaya Andō
Masaya Andō (jap. 安藤正哉 Andō Masaya; ur. 23 lutego 1960 w prefekturze Gifu) – japoński zapaśnik w stylu klasycznym. Olimpijczyk z Los Angeles 1984, gdzie zajął szóste miejsce w kategorii plus 100 kg.
Srebrny medalista na igrzyskach azjatyckich w 1986.